# Scaphander willetti
Scaphander willetti is een slakkensoort uit de familie van de Scaphandridae. De wetenschappelijke naam van de soort is voor het eerst geldig gepubliceerd in 1919 door Dall.